# Elewator (Sieradz)
Elewator – niewielka część miasta Sieradza w Polsce, w województwie łódzkim, w powiecie sieradzkim. Rozpościera u zbiegu ulic Elewatorowej i Torowej, w peryferyjnie wschodniej części miasta. Znajduje się tu Zakład Karny oraz Elewator Sieradz sp. z o.o.. 

## Literatura
- Ruszkowski A., Wioski podmiejskie, które wchłonął Sieradz, [w:] "Na sieradzkich szlakach", nr 1/73/2004/XIX.